# Eletrostática
A eletrostática (do grego: elektron + statikos; estacionário) é o ramo da eletricidade que estuda as propriedades e o comportamento de cargas elétricas em repouso.

## História
O estudo científico da eletrostática não é dividido em três partes como muita gente pensa: atrito, contato e indução. O fenômeno eletrostático mais antigo conhecido é o que ocorre com o âmbar amarelo no momento em que recebe o atrito e atrai corpos leves.
No século VI a.C., Tales de Mileto já conhecia o fenômeno e procurava descrever o efeito da eletrostática no âmbar. Também os indianos da antiguidade aqueciam certos cristais que atraiam cinzas quentes atribuindo ao fenômeno causas sobrenaturais. O fenômeno porém, permaneceu através dos tempos apenas como curiosidade.
No século XVI,  William Gilbert utilizou a palavra "eletricidade", esta derivada da palavra grega elektron que era o nome que os gregos davam ao âmbar. Gilbert reconheceu que a propriedade eletrostática não era restrita ao âmbar amarelo, mas que diversas outras substâncias também o manifestavam, entre estas diversas resinas, vidros, o enxofre, entre outros compostos sólidos. Através do fenômeno da eletrostática nos sólidos, observou-se a propriedade dos materiais isolantess condutores.
Otto von Guericke inventou o primeiro dispositivo gerador de eletricidade estática. Esse era constituído de uma esfera giratória composta de enxofre com o qual foi conseguida a primeira centelha elétrica através de máquinas.
Em 1727, Stephen Gray notou que os condutores elétricos poderiam ser eletrizados desde que estivessem isolados. Charles Du Fay descobriu que existiam dois tipos de eletricidade, a vítrea, e a resinosa, a primeira positiva e a segunda negativa.
Em 1745, Pieter van Musschenbroek descobriu a condensação elétrica ao inventar a garrafa de Leyden, o primeiro capacitor, que permitiu aumentar os efeitos das centelhas elétricas. Garrafas de Leyden são usadas até os dias de hoje em máquinas eletrostáticas como a Máquina de Wimshurst.
Benjamin Franklin, com sua experiência sobre as descargas atmosféricas, demonstrou o poder das pontas inventando o pára-raios, porém foi Charles Augustin de Coulomb quem executou o primeiro estudo sistemático e quantitativo da estática demonstrando que as repulsões e atrações elétricas são inversamente proporcionais ao quadrado da distância, em 1785. Descobriu ainda o cientista, que a eletrização ocorrida nos condutores é superficial.
Os resultados obtidos por Coulomb foram retomados e estudados por Pierre-Simon de Laplace, Siméon Denis Poisson, Jean-Baptiste Biot, Carl Friedrich Gauss e Michael Faraday.

## Princípios da eletrostática

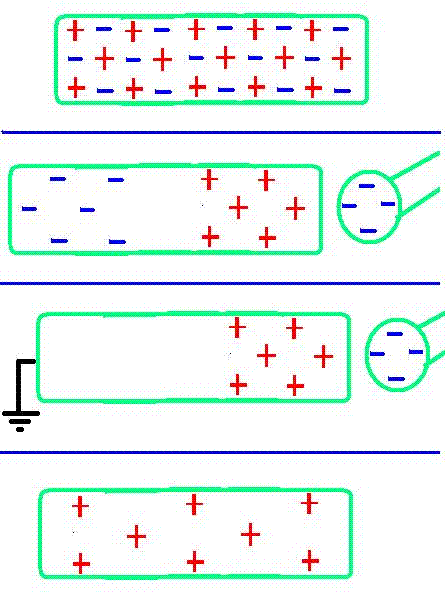
Eletrização de um corpo por indução

Átomos que possuem um número igual de elétrons e prótons são considerados eletricamente neutros. Quando um átomo perde elétrons, torna-se um íon positivo (cátion), quando recebe elétrons torna-se um íon negativo (ânion). A carga elétrica quantizada tem como a menor carga a de um elétron ou de um próton. A unidade de carga no Sistema Internacional é o coulomb (C) e equivale a aproximadamente {\displaystyle 6{,}24\times 10^{18}} vezes a carga elementar. Materiais condutores, como os metais, em função dos elétrons livres de sua última camada eletrônica são capazes de interagir eletricamente e possuem tendência ao equilíbrio eletrostático. A transferência de carga por indução é facilitada em condutores. Os isolantes possuem forte energia de ligação com seus elétrons, o que dificulta a transferência. A forma mais eficiente de eletrizar um isolante é através do atrito.
Segundo o princípio da conservação da carga elétrica, num sistema eletricamente isolado é constante a soma algébrica das cargas elétricas.
No estudo da eletrostática, a superposição é um fato experimental e podemos dizer que o princípio da superposição mostra que a interação entre duas cargas Q e q ou cargas quaisquer não é modificada pela presença de outras. Uma carga elétrica q, onde sua posição é dada em função do tempo exerce uma força F em outra carga Q de trajetória a ser calculada, em geral as cargas q e Q estão em movimento. Se considerarmos um caso especial da eletrostática no qual as cargas Q são estacionárias e as cargas q possam estar em movimento, então podemos calcular a força F entre duas partículas isoladamente e no caso de várias partículas faremos a soma vetorial de todas essas forças individuais:
{\displaystyle F=F_{1}+F_{2}+F_{3}+...+F_{n}}
A princípio a força em Q depende da distância entre q, da velocidade e da aceleração dessa partícula em algum instante de tempo. A lei de Coulomb e o princípio da superposição são fundamentos físicos da eletrostática.

## Ferramentas
- {\displaystyle Q}: quantidade de cargas (C)
- {\displaystyle n}: prótons em excesso
- {\displaystyle -n}: elétrons em excesso
- {\displaystyle e}: carga elementar
- Carga elétrica elementar (e): {\displaystyle e=1,6\times 10^{-19}}
- Próton: {\displaystyle +e}
- Elétron: {\displaystyle -e}

## Fórmulas
Para se medir a quantidade de carga de um corpo, usa-se: {\displaystyle Q=n\times e}

## Força elétrica
Em 1785, Charles Augustin de Coulomb publicou os resultados experimentais na investigação da quantificação da força elétrica. Tomando duas cargas (digamos, {\displaystyle q_{1}} e {\displaystyle q_{2}}), foi constatado por Coulomb que a força entre as cargas é diretamente proporcional ao produto {\displaystyle q_{1}q_{2}} e inversamente proporcional ao quadrado da distância {\displaystyle r} entre as cargas, e que a direção dessa força é a direção da distância entre as partículas. Sendo assim, seja {\displaystyle {\vec {F}}_{12}} a força exercida por {\displaystyle q_{1}} em {\displaystyle q_{2}} e seja {\displaystyle {\vec {r}}_{12}} o vetor posição de {\displaystyle q_{2}} em relação a {\displaystyle q_{1}} e seja ainda {\displaystyle r_{12}} o seu módulo:
{\displaystyle {\vec {F}}_{12}=k{\frac {q_{1}q_{2}}{r_{12}^{2}}}{\hat {r}}_{12}}
Essa equação é a chamada lei de Coulomb.O fator {\displaystyle k} é uma constante de proporcionalidade, também conhecida como constante de Coulomb e vale, no vácuo, {\displaystyle k_{0}\approx 9\times 10^{9}N.m^{2}/C^{2}}
Posteriormente, essa constante foi adaptada, de forma que atualmente adota-se
{\displaystyle k_{0}={\frac {1}{4\pi \varepsilon _{0}}}}
Em que {\displaystyle \varepsilon _{0}} é a chamada constante de permissividade do vácuo.

## Campo elétrico

### Campo coulombiano
O campo elétrico é um campo vetorial, existente em todo o espaço sempre que há no mínimo uma carga elétrica presente, e foi historicamente definido por:
{\displaystyle {\vec {E}}={\frac {\vec {F}}{q}}}
Em que {\displaystyle q} é uma carga de prova que se põe naquele ponto. Sendo assim, se houver apenas uma carga {\displaystyle Q} gerando um campo elétrico no vácuo, esse campo valerá:
{\displaystyle {\vec {E}}={\frac {1}{4\pi \varepsilon _{0}}}{\frac {Q}{r^{2}}}{\hat {r}}}
Em que {\displaystyle {\vec {r}}} é o vetor posição, tomando como origem do sistema de coordenadas a carga {\displaystyle Q} e {\displaystyle r} é o módulo desse vetor.

### Lei de Gauss
A Lei de Gauss é uma equação que dá o fluxo (física) de um campo elétrico para qualquer corpo carregado: Seja {\displaystyle S} uma superfície fechada qualquer do espaço e seja {\displaystyle Q_{\text{int}}} a carga total contida no interior de {\displaystyle S}, tomando {\displaystyle d{\vec {S}}={\hat {n}}dS} em que {\displaystyle {\hat {n}}} é um vetor unitário sempre perpendicular à superfície {\displaystyle dS}:
{\displaystyle \Phi =\oiint _{S}{\vec {E}}d{\vec {S}}={\frac {Q_{\text{int}}}{\varepsilon _{0}}}}
O que nos permite voltar para a forma coulombiana do campo, tomando uma carga pontual {\displaystyle Q} e seja {\displaystyle S} a esfera de raio {\displaystyle r} ao redor desse ponto - na qual sabemos que o campo é igual em todos os pontos - teremos que:
{\displaystyle \oiint _{S}{\vec {E}}d{\vec {S}}={\frac {Q}{\varepsilon _{0}}}=E4\pi r^{2}}
Ou seja, sabendo que o campo tem a direção de {\displaystyle {\vec {r}}} - o que nos permitiu tirar os vetores, já que {\displaystyle {\vec {E}}\cdot d{\vec {S}}=1EdS} - concluímos que:
{\displaystyle {\vec {E}}={\frac {1}{4\pi \varepsilon _{0}}}{\frac {Q}{r^{2}}}{\hat {r}}}
A lei de Gauss é uma das quatro equações de Maxwell em sua forma integral. Podemos levá-la para a forma diferencial ao aplicar o teorema da divergência:
{\displaystyle \oiint {\vec {E}}d{\vec {S}}=\iiint _{V}\nabla \cdot {\vec {E}}dV}
Em que {\displaystyle V} é o volume contido em {\displaystyle S}. Mas, podemos dizer que {\displaystyle Q_{\text{int}}=\iiint _{V}\rho dV}, em que {\displaystyle \rho } é a densidade de carga no interior de {\displaystyle V}. Nesse caso:
{\displaystyle \iiint _{V}\nabla \cdot {\vec {E}}dV=\iiint _{V}{\frac {\rho }{\varepsilon _{0}}}dV}
E portanto, obtém-se a forma diferencial da lei de Gauss que é:
{\displaystyle \nabla \cdot {\vec {E}}={\frac {\rho }{\varepsilon _{0}}}}

## Energia
A energia eletrostática é a energia fornecida por uma distribuição de cargas elétricas estáticas. Nessa distribuição, o trabalho necessário para mover uma determinada carga de lugar ou adicionar outra é devido à energia eletrostática armazenada à configuração.
A energia eletrostática também é conhecida como a energia potencial de um sistema, e não deve ser confundida com o potencial elétrico associado à distribuição de carga. Para evitar confusão, o nome energia potencial deve ser cuidadosamente empregado em eletrostática.

### Cálculo
Para duas cargas:
{\displaystyle U={\frac {1}{4\pi \epsilon _{0}}}{\frac {q_{1}q_{2}}{r_{12}}}},
onde {\displaystyle \epsilon _{0}} é a constante de permissividade elétrica do vácuo, e {\displaystyle r_{12}} é a distância entre as cargas.
A energia total de uma configuração de {\displaystyle n} cargas, pelo princípio da superposição, é a soma das interações mútuas de cada par de cargas elétricas:
{\displaystyle U={\frac {1}{4\pi \epsilon _{0}}}\sum _{i=1}^{n}\sum _{j>1}^{n}{\frac {q_{i}q_{j}}{r_{ij}}}}
O potencial elétrico {\displaystyle V} é definido como a energia potencial por unidade de carga:
{\displaystyle V={\frac {U}{q_{0}}}}
Para uma distribuição contínua de cargas, como numa densidade volumétrica de carga {\displaystyle \rho }, podemos definir a energia em função do potencial elétrico:
{\displaystyle U={\frac {1}{2}}\int \rho Vd\tau }

## Eletricidade estática
Eletricidade estática é um desequilíbrio de cargas elétricas dentro ou na superfície de um material. O acúmulo de cargas permanece até que possa se mover por meio de uma corrente ou descarga elétrica.

### Causas
Os corpos são eletricamente neutros porque têm o mesmo número de cargas positivas (prótons) e cargas negativas (elétrons). O fenômeno da eletricidade estática requer uma separação sustentada dessas cargas por algum suporte isolante. Tal pode ocorrer por meio do atrito entre materiais.

## Processos de eletrização
Eletrização é o processo eletrostático de acrescentar ou retirar elétrons de um corpo neutro para que ele passe a estar eletrizado. Nunca se removem ou acrescentam prótons, pois estão presos ao núcleo do átomo.
Um corpo é considerado eletrizado quando estiver com número diferente de prótons e elétrons, ou seja, quando não estiver neutro.

### Eletrização por atrito
É o processo que cria uma DDP (diferença de potencial) por atrito, quando dois corpos de elementos iguais ou diferentes trocam elétrons ao serem atritados. Os elementos criarão uma diferença de potencial, trocando elétrons, onde um corpo ganhará elétrons e outro perderá. Também é possível que os dois ganhem, ou percam elétrons.
Estes poderão ser trocados com meio, podendo os dois corpos ficarem eletrizados, ou somente um ficará eletrizado, devido a características da composição dos elementos, quando um elemento tem a capacidade de recuperar elétrons tão rápido quanto os doa.

### Eletrização por contato
É um processo capaz de eletrizar um corpo quando feito por contato, quando há uma diferença de potencial (DDP) entre dois corpos e estes são colocados em contato. Os elétrons tendem ao equilíbrio carregando o corpo com menos elétrons (carregado positivamente), podendo ocorrer o processo de anulação, quando as cargas se equilibram, ou carregamento quando o corpo fica com mais elétrons (carregado negativamente).

### Eletrização por indução
É o processo em que um corpo eletrizado, que chamamos de indutor, e outro corpo, inicialmente neutro, que chamamos de induzido, tem o posicionamento de suas cargas elétricas alterado.